# Жорес Алферов
Жорес Иванович Алферов (рус. Жоре́с Ива́нович Алфёров, 15. март 1930 — 1. март 2019) био је руски физичар, који је 2000. године, заједно са Хербертом Кремером, добио Нобелову награду за физику „за развој полупроводничких хетероструктура коришћених у оптоелектроници и електроници великих брзина”.